# Sergio Maggini
Sergio Maggini (* 14. Februar 1920 in Carmignano; † 5. April 2021 in Quarrata) war ein italienischer Radrennfahrer.

## Sportliche Laufbahn
Maggini war im Straßenradsport aktiv. Als Amateur gewann er 1940 die Coppa Federico Guglielmo und den Circuito del Diciannovesimo, 1944 die Coppa Italica.
Von 1945 bis 1951 war er Unabhängiger und Berufsfahrer. 1944 gewann er das Eintagesrennen Coppa del Re, 1945 die Coppa Bernocchi, 1946 den Giro del Piemonte, 1947 die Trofeo Baracchi und den GP Industria & Commercio di Prato, 1948 Mailand–Turin, 1949 eine Etappe im Giro d’Italia. Zweiter wurde er 1945 in der Trofeo Matteotti, 1946 im Giro dell’Emilia und im GP Industria & Commercio di Prato, 1949 in der Coppa Bernocchi. Dritter wurde er 1945 in der italienischen Straßenmeisterschaft, 1947 bei Mailand–Sanremo, 1948 im Giro della Toscana.
Den Giro d’Italia fuhr Maggini viermal. 1946, 1947, 1949 und 1951 kam er jeweils nicht ins Ziel.